# 宮崎照宣
宮崎照宣（1943年6月15日—）是日本物理学家，埼玉县人，专攻固态物理学。

## 生平
宮崎照宣东北大学学习应用物理学，1969年获得硕士学位，1972年获得博士学位。1973年到1975年，他是雷根斯堡大学的洪堡基金会研究員。1991年到2007年退休，他是東北大學的教授。自2007年以來，他一直擔任日本東北大學 WPI 材料研究所高級研究所的教授。
1991年他发现TMR（隧道磁阻）效應（1975 年發現，但後來幾乎被遺忘）在室溫下也是可行的，1994年他的團隊發現了巨TMR效應。他主要研究磁性材料，尤其是自旋电子学的新材料。

## 荣誉
2009年，他与Jagadeesh Moodera 、 Paul Tedrow和Robert Meservey （三人均来自麻省理工学院）奥利弗·巴克利奖以表彰他們在自旋電子學方面的開創性工作。 2003年獲得日本磁學會（MSJ）獎，2008年獲得朝日獎，2018年獲得國家材料科學研究所NIMS奖。 
2012年与金汉民合作出版《铁磁物理学》。 

## 网页链接
- （页面存档备份，存于）
- （页面存档备份，存于）
- （页面存档备份，存于）